# TATB
TATB, triaminotrinitrobenzen ili 2,4,6-triamino-1,3,5-trinitrobenzen je aromatični eksploziv, je takođe organsko jedinjenje, koje je zasnovano na osnovnoj šestougljeničnoj benzenskoj prstenastoj strukturi sa tri nitro funkcionalne grupe (NO2) i tri amina (NH2) grupe pričvršćene, naizmenično oko prstena, sa molekulskom masom od 258,148 .
TATB je veoma moćan eksploziv (nešto manje moćan od RDX-a , ali više od TNT-a ), ali je izuzetno neosetljiv na udarce, vibracije, vatru ili udar. Pošto je tako teško detonirati slučajno, čak i pod teškim uslovima, postao je poželjan za aplikacije gde je potrebna ekstremna bezbednost, kao što su eksplozivi koji se koriste u nuklearnom oružju, gde bi slučajna detonacija tokom pada aviona ili neusklađenog paljenja rakete predstavljala ekstremnu opasnost. Sve britanske nuklearne bojeve glave koriste eksploziv na bazi TATB-a u svojoj primarnoj fazi.  Prema Dejvidu Olbrajtu, nuklearno oružje Južne Afrike koristilo je TATB da poveća svoju bezbednost.
TATB se obično koristi kao eksplozivni sastojak u eksplozivnim kompozicijama vezanim za plastiku, kao što su PBX-9502, LX-17-0 i PBX-9503 (sa 15% HMX-a). Ove formulacije su opisane kao neosetljivi visoki eksplozivi (IHE) u literaturi o nuklearnom oružju.
Iako bi se teoretski mogao mešati sa drugim eksplozivnim jedinjenjima u smešama za livenje ili drugim oblicima upotrebe, primena takvih oblika bi bila nejasna jer bi u velikoj meri poništila neosetljivost čistog TATB-a.

## Istorija
TABT su prvi sintetizovali DŽekson i Ving 1888. Tokom 1950-ih, američke mornaričke laboratorije prepoznale su stabilnost i neosetljivost TABT-a. Razvijene su efikasne sintetičke metode sa visokim prinosom. Sedamdesetih godina prošlog veka, TABT je opsežno proučavan i karakterisan, prvenstveno u Sjedinjenim Državama.

## Osobine
| Osobina                  | Vrednost |
| ------------------------ | -------- |
| Broj akceptora vodonika  | 9        |
| Broj donora vodonika     | 3        |
| Broj rotacionih veza     | 3        |
| Particioni koeficijent ( | -0,7     |
| Rastvorljivost (logS, log(mol/L))       | -3,6     |
| Polarna površina (PSA, Å2)  | 215,5    |

## Svojstva
Pri gustini presovanja od 1,80, TATB ima brzinu detonacije od 7.350 metara u sekundi.
TATB ima kristalnu gustinu od 1,93 grama/cm³, iako većina oblika koji se trenutno koriste nemaju veću gustinu od 1,80 grama/cm³. TATB se topi na 350 °C. Hemijska formula za TATB je C6(NO2)3(NH2)3.
Čisti TATB ima jarko žutu boju.
Utvrđeno je da TATB ostaje stabilan na temperaturama od najmanje 250 °C tokom dužeg vremenskog perioda.

## Karakteristike
Jarko žute je boje. Ima kristalnu gustinu od 1,93 grama po cm³, iako većina oblika upotrebe nema gustinu veću od 1,80. Topi se na 350 °C.
Oni ostaju stabilni na temperaturama od najmanje 250 °C tokom dužeg vremenskog perioda.
Njegov balans kiseonika ima znatno visoku negativnu vrednost u poređenju sa drugim eksplozivima na bazi nitroa.
Neke od njegovih karakteristika su:
- Energija eksplozije: 829 kcal/kg
- Brzina detonacije: 7.350 – 7.970 m/s (zavisi od gustine materije)
- Detonacioni pritisak: 25,9 GPa.
- Osetljivost na trenje:> 353 N.
- Osetljivost na udar: 50 J.
- Balans kiseonika: – 55,81%.
- Temperatura: 384 °C

Detonacije eksploziva na bazi TATB razlikuju se od detonacija osetljivih eksploziva: one su brze, ali ne trenutne, i pokazuju relativno veliku trodimenzionalnu zonu reakcije iza fronta detonacije. Ove jednostavne teorije o neidealnim detonacijama nisu dovoljno tačne. Upotreba TATB-a u sistemima oružja stoga zahteva sofisticirano razumevanje fizike i hemije iniciranja i detonacije.
TATB ima odlična pirotehnička svojstva. Iako je njegova energija detonacije nešto manja od energije klasičnih eksploziva kao što su TNT, heksogen ili pentrit, karakteriše ga najmanje dvostruko veća stabilnost na mehaničke stimuluse. Jedan od navedenih razloga za ovu stabilnost je znatno visoka vrednost negativnog balansa kiseonika u odnosu na pomenute eksplozive na bazi nitro jedinjenja. Pored toga, TATB je visoko hemijski stabilan, otporan na povišene temperature, a eksplozivne komponente pripremljene od TATB-a pokazuju visok stepen ponovljivosti eksplozije.

## Proizvodnja
TATB se proizvodi nitracijom 1,3,5-trihlorobenzena u 1,3,5 -trihloro-2,4,6-trinitrobenzen, a zatim se atomi hlora supstituišu sa aminskim grupama korišćenjem amonolize.
Međutim, verovatno je da će proizvodnja TATB-a biti prebačena na proces koji uključuje nitraciju i transaminaciju floroglucinola, pošto je ovaj proces blaži, jeftiniji i smanjuje količinu soli amonijum hlorida proizvedene u otpadnim efluentima (zelenijim).
Još jedan proces je pronađen za proizvodnju TATB-a od materijala koji su višak za vojnu upotrebu. 1,1,1-trimetilhidrazinijum jodid (TMHI) se formira iz nesimetričnog dimetilhidrazina ( UDMH ) i metil jodida raketnog goriva i deluje kao reagens za aminaciju zamene nukleofilne supstitucije (VNS). Kada piramid, koji se lako proizvodi iz eksploziva D, reaguje sa TMHI, on se aminira u TATB. Tako se materijali koji bi morali da se unište kada više ne budu potrebni pretvaraju u eksploziv visoke vrednosti.

## Sinteza
Postoje različiti postupci sinteze za industrijsku proizvodnju DCT-a, koji su svi relativno skupi, a cena materijala visoka.
Osnovni postupak je nitracija 1,3,5-trihlorobenzena sa nitrirajućom smešom sumporne kiseline i azotne kiseline (ili rastvora alkalnog nitrata) sa velikim viškom H2SO4 do formiranja 1,3,5-trihloro-2 ,4,6-trinitrobenzen. Zatim se atomi hlora supstituišu sa aminskim grupama sa gasovitim amonijakom. I dobija se triaminotrinitrobenzen.
Međutim, verovatno je da je proizvodnja DCT promenjena u proces koji uključuje nitraciju i transaminaciju floroglucinola, pošto je ovaj proces nežniji, jeftiniji i smanjuje količinu soli amonijum hlorida proizvedene u otpadnim efluentima ( zeleno ).
Drugi pristup se zasniva na redukciji trinitrotoluena (TNT), C7H5N3O6 rastvorenog u dioksanu vodonik-sulfidom da bi se dobio 4-amino-2,4-dinitrotoluen. Nitrovanjem mešane supstance HNO3 y H2SO4 dobija se pentanitroanilin, koji reaguje u okruženju metilen hlorida sa amonijakom da bi se dobio triaminotrinitrobenzen.
Postoji još jedan proces koji koristi višak materijala iz vojne upotrebe kao polaznu tačku. 1,1,1-Trimetilhidrazinijum jodid (TMHI) se formira od UNS raketnog goriva -dimetilhidrazina ( UDMH ) i metil jodida i deluje kao pomoćni reagens za nukleofilnu supstituciju (ENV). Kada 2,4,6-trinitroanilin, koji se lako proizvodi iz eksploziva D, reaguje sa TMHI u prisustvu natrijum metoksida u dimetil sulfoksiduon se direktno pretvara u triaminotrinitrobenzen. Dakle, materijali koji se moraju uništiti kada više nisu potrebni se recikliraju u eksploziv visoke vrednosti.

## Korišćenje
Uprkos visokoj ceni proizvodnje i činjenici da je nešto manje moćan od nekih uobičajenih eksploziva, koristi se kao eksploziv, jer je veoma stabilan i samim tim lak za rukovanje, a zadržava veliku eksplozivnu moć. Stabilnost TATB-a na udarce i toplotu je veća nego kod bilo kog drugog poznatog materijala sa uporedivom gustinom energije. TATB ne eksplodira sam po sebi ili usled pada aviona, vatre, eksplozije ili udarca metaka iz vatrenog oružja.
S obzirom na njegovu veliku stabilnost, njegove glavne primene su posebno kada je potrebno garantovati maksimalnu sigurnost sistema do željene eksplozije. Ovaj faktor je posebno važan u konstrukciji atomskih bombi i drugog nuklearnog oružja. Zbog činjenice da je katalizator lančane reakcije klasičan sistem punjenja eksploziva, neophodno je da eksploziv koji se koristi bude mehanički stabilan kako bi se izbegla prevremena eksplozija mehaničkim stimulansima, kao što je udar lansirnim vozilima, eksplozija oružja u blizini nuklearna elektrana, ili avionska nesreća (videti: Palomares incident) ili neuspeh pri poletanju rakete. Istovremeno, svi eksplozivi moraju da eksplodiraju u tačnom trenutku da bi se svaka količina subkritičnog nuklearnog materijala spojila, prema teorijskim proračunima, da bi proizvela maksimalnu energiju rezultirajuće lančane reakcije. Britanske nuklearne bojeve glave koriste TATB. Prema Dejvidu Olbrajtu , nuklearno oružje Južne Afrike koristilo je TATB da poveća svoju bezbednost.
Sličan slučaj je i izgradnja projektilnog naoružanja za uništavanje letećih ciljeva, ako su u pitanju protivvazdušne rakete i protivraketnih odbrambenih sistema za uništavanje balističkih projektila opremljenih nuklearnim bojevim glavama. U svim ovim sistemima oružja to je osnovni eksplozivni materijal punjenja TATB.
Takođe se koristi u municiji za brodove i podmornice.

## Bibliografija
- Cooper, Paul W., Explosives Engineering, New York: Wiley-VCH, 1996.  0-471-18636-8
- Michell, Alexander R., et al.; Conversion of the Rocket Propellant UDMH to a Reagent Useful in Vicarious Nucleophilic Substitution Reactions; Lawrence Livermore National Laboratory; UCRL-JC-122489

## Literatura
- Clayden, Jonathan; Greeves, Nick; Warren, Stuart; Wothers, Peter (2001). Organic Chemistry (I изд.). Oxford University Press. ISBN 978-0-19-850346-0.
- Smith, Michael B.; March, Jerry (2007). Advanced Organic Chemistry: Reactions, Mechanisms, and Structure (6th изд.). New York: Wiley-Interscience. ISBN 0-471-72091-7.
- Katritzky A.R.; Pozharskii A.F. (2000). Handbook of Heterocyclic Chemistry (Second изд.). Academic Press. ISBN 0080429882.